# Милацо
Мила̀цо (на италиански: Milazzo; гръцки: Μύλαι Mýlai, лат.: Mylae) е град в провинция Месина, в регион Сицилия, Италия. Има 32 655 жители (31 декември 2009).
Градът се намира на 45 км западно от град Месина на северния бряг на Сицилия с пристанище за Еолийските или Липарски острови. През града минава жп линията Месина - Палермо, като пътят до Месина е 30 минути, а до Палермо 2 часа и 45 минути.
През древността се казва Миле (Mylae). Основан е през 716 пр.н.е. от заселници от Занкле.
Тук Хиерон II от Сиракуза побеждава в земна битка мамертинците (наемни войници от Кампания).
През 260 пр.н.е. римляните с адмирал Гай Дуилий имат голяма победа чрез употребата на Corvus - мостове Морската битка при Миле против Картаген. През 36 пр.н.е. до съседния Naulochos се провежда битка между Агрипа и Секст Помпей, където флотата на Октавиан разбива Секст Помпей.
На 20 юли 1860 г. тук Джузепе Гарибалди в похода на „Хилядата“ има победа над бурбоните.

## Личности
Родени
- Антонио Уло (р. 1963), италиански лекоатлет

## Фотогалерия
- Панорама 1928
- Chiesa dell'Immacolata
- Chiesa S. maria Maggiore